# Säterbo kyrka
Säterbo kyrka är en kyrkobyggnad i Säterbo i Västerås stift. Den är församlingskyrka i Arbogabygdens församling. Kyrkan med omgivande kyrkogård är belägen på norra utlöparen av den långsträckta höjden Käglan, i övergången mellan slättbygd och skogsbygd.

## Kyrkobyggnaden
Kyrkan är enskeppig, med rakt avslutat kor i samma bredd som långhuset, sakristia i norr och torn i väster. Murarna består mest av natursten. Fasadputsen är slät och vitkalkad. Långhuset har brant kopparklätt sadeltak. På tornet kröner en klockformig kopparklädd huv med åttasidig lanternin.
Väggarna inne i kyrkan har putsats och avfärgats i gråvit nyans. Över kyrkorummet täcker ett putsat trätunnvalv och över sakristian ett murat putsat tunnvalv. Utpräglade är altaruppsats och läktare, formade i nyklassicistisk stil.

## Byggnadshistorik
Säterbo kyrka uppfördes troligen på 1100-talet. Ursprungliga är troligen större delen av långhusets murar. Kyrktornet uppfördes också på medeltiden och kan möjligen ha tillkommit omkring år 1200. En sakristia norr om koret byggdes troligen på 1400-talet. Ett vapenhus vid södra sidan uppfördes samtidigt med sakristian eller något senare. Kyrkans södra ingång sattes igen 1796 och någon gång därefter revs vapenhuset.
Långhusets taklag med gotiska takstolar kan vara från 1300‐1400‐tal, medan sakristians bevarade delar är yngre men troligen också medeltida. Sakristian har breddats och höjts men äldre delar av taklaget finns bevarade i norra sidan. I tornet finns timmer med årtalen 1616 och 1662 inskuret.
Från början hade kyrkan bara två små fönster, men från 1632 och framåt blev fönsteröppningarna fler och större. Långhusets norra fönster, med blyinfattade rutor, tillkom på 1700-talet. Södra sidans fönster fick nuvarande utseende 1897-98. Det södra takfönstret togs upp 1771 medan det norra togs upp 1832.

## Inventarier
- Ett triumfkrucifix är från början av 1200-talet.
- Altarpredikstolen är från 1796.
- Nuvarande orgel med tio stämmor och två manualer anskaffades 1953. Orgeln är tillverkad av E.A. Setterquist & Son i Örebro.
- I tornet hänger två klockor. Storklockan är från 1734 medan lillklockan är från 1640.

### Orgel
- 1856 byggde Johan Eriksson, Arboga en orgel med 4 stämmor.
- 1900 köptes ett harmonium i till kyrkan.
- 1953 byggde E A Setterquist & Son, Örebro en orgel med 10 stämmor. Orgeln flyttades till Rättviks missionskyrka.
- Den nuvarande orgeln byggdes 1977 av A Magnussons Orgelbyggeri AB, Mölnlycke. Orgeln är mekanisk.

| Manual        | Pedal   |
| Gedackt 8'    | Bihängd |
| Rörflöjt 4'   |         |
| Principal 2'  |         |
| Nasat 1 1⁄3'  |         |
| Cymbel 1 chor |         |

## Galleri

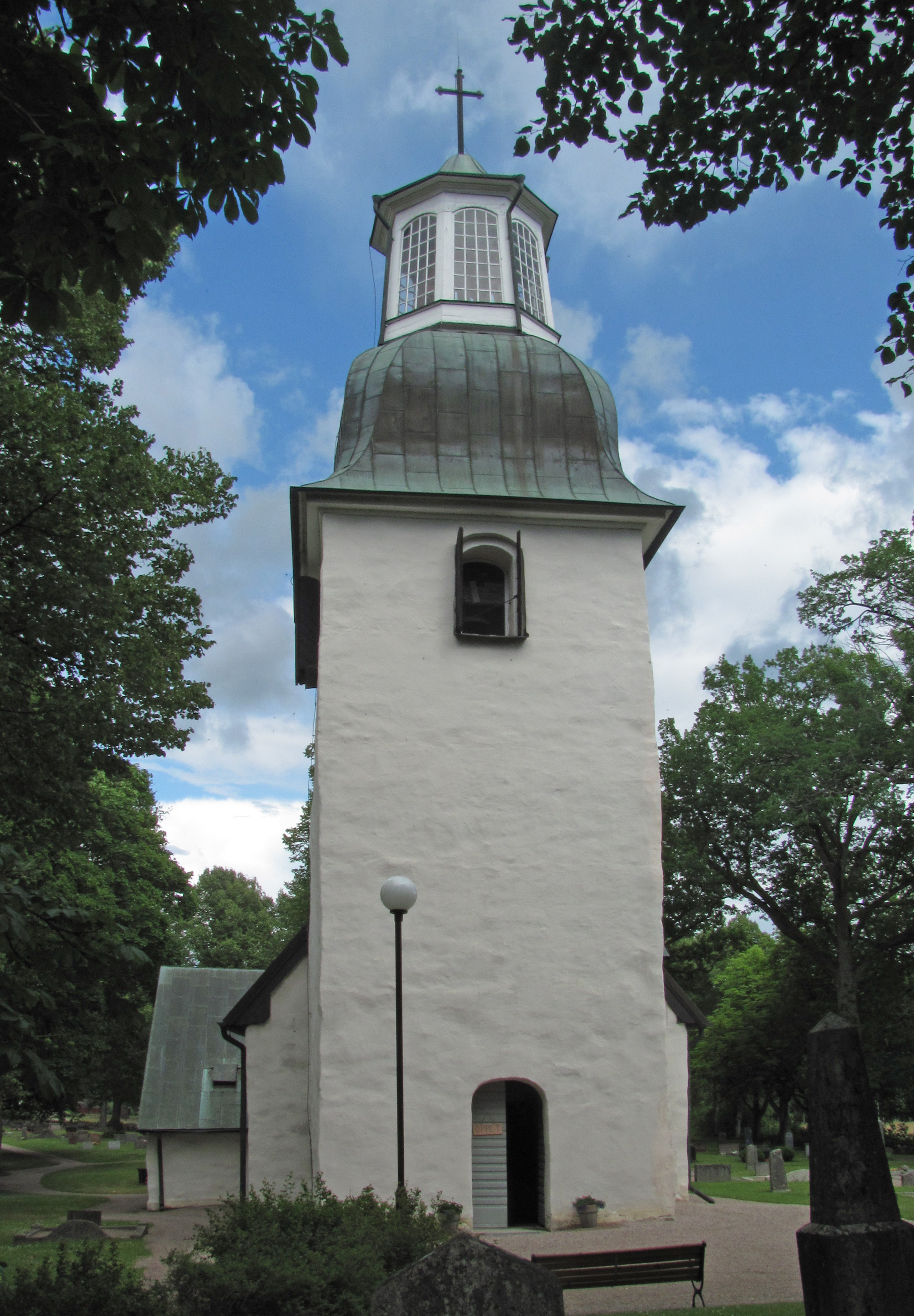
Säterbo kyrka från väster
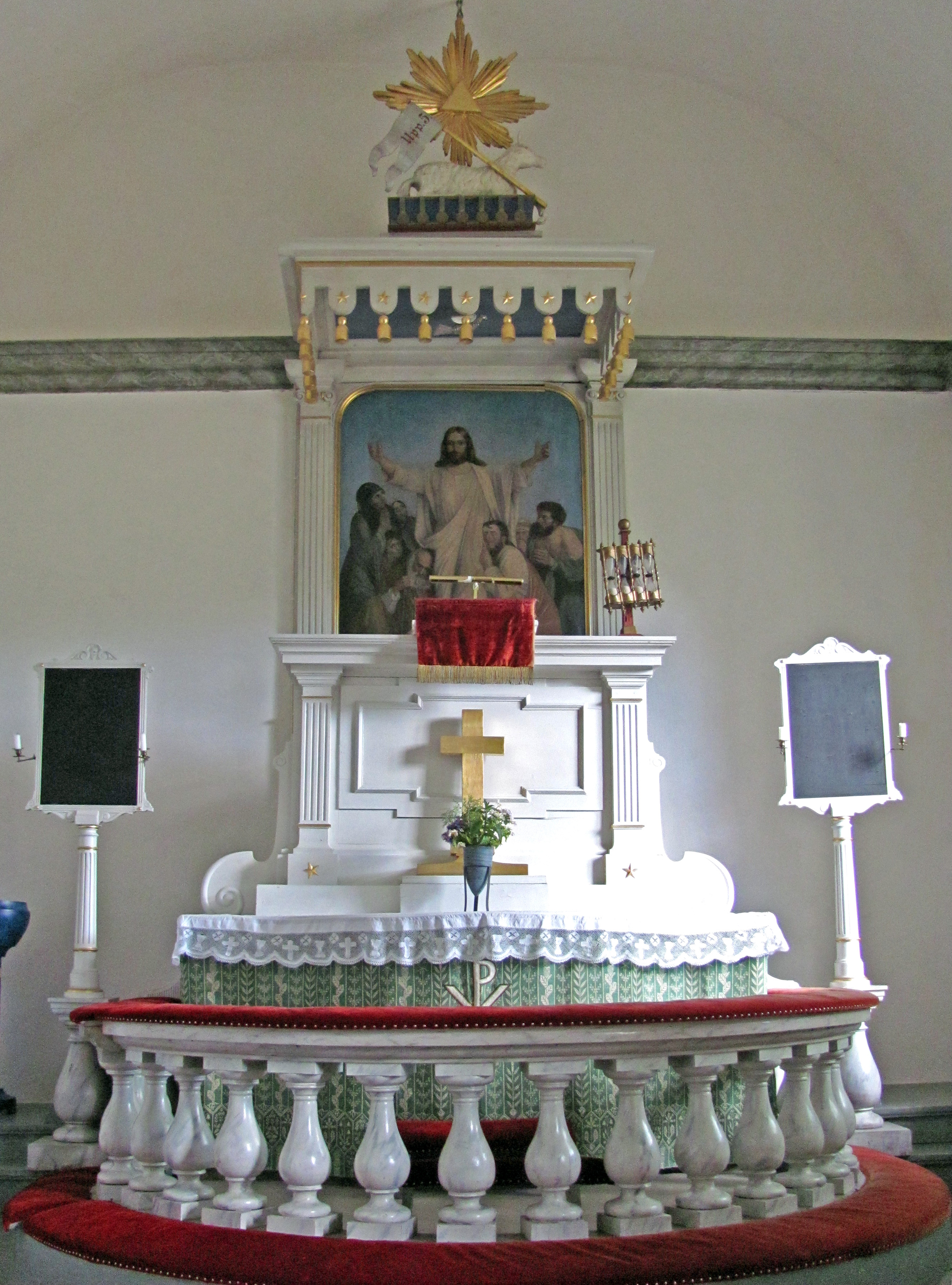
Altarpredikstolen
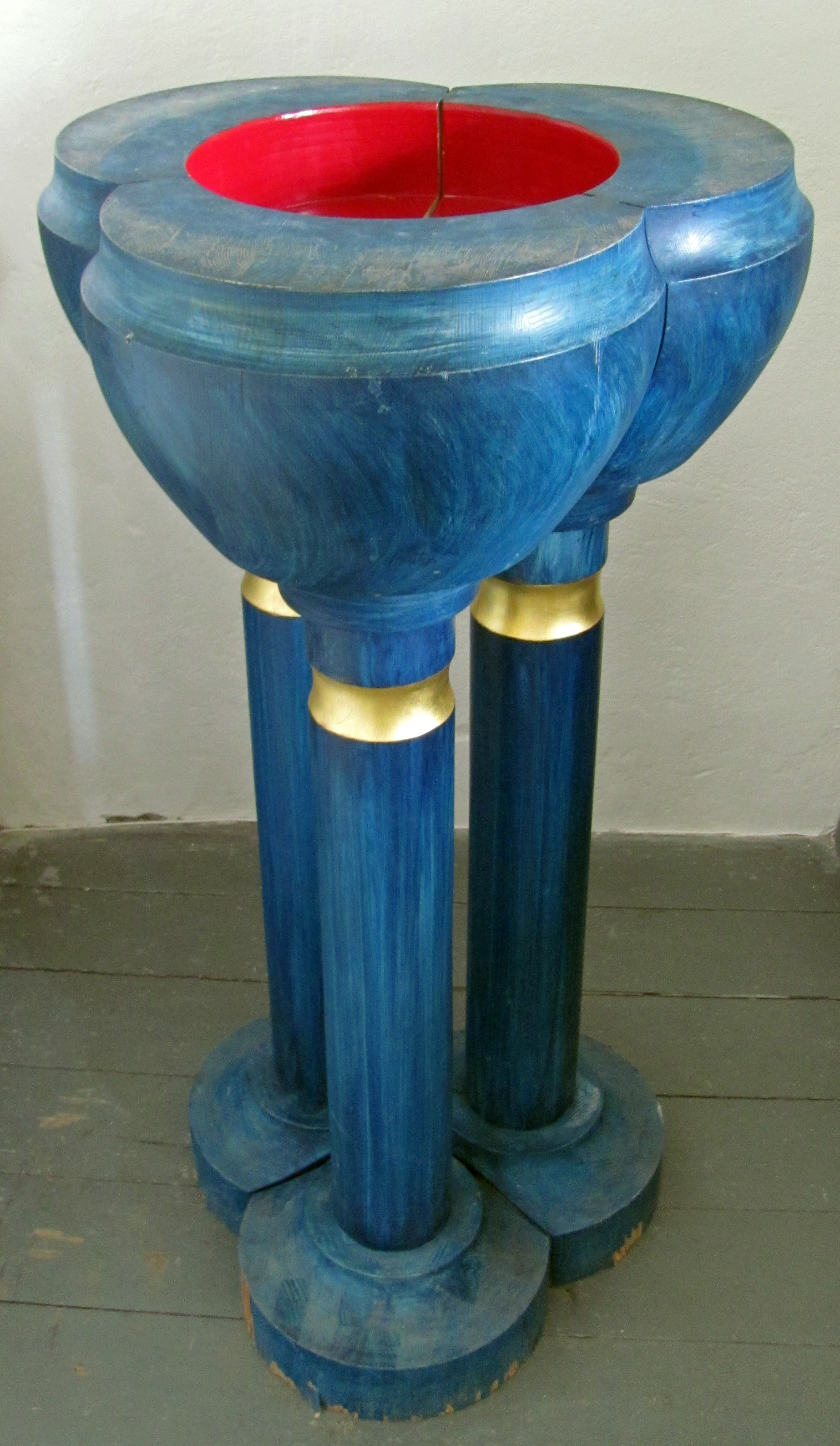
Dopfunten
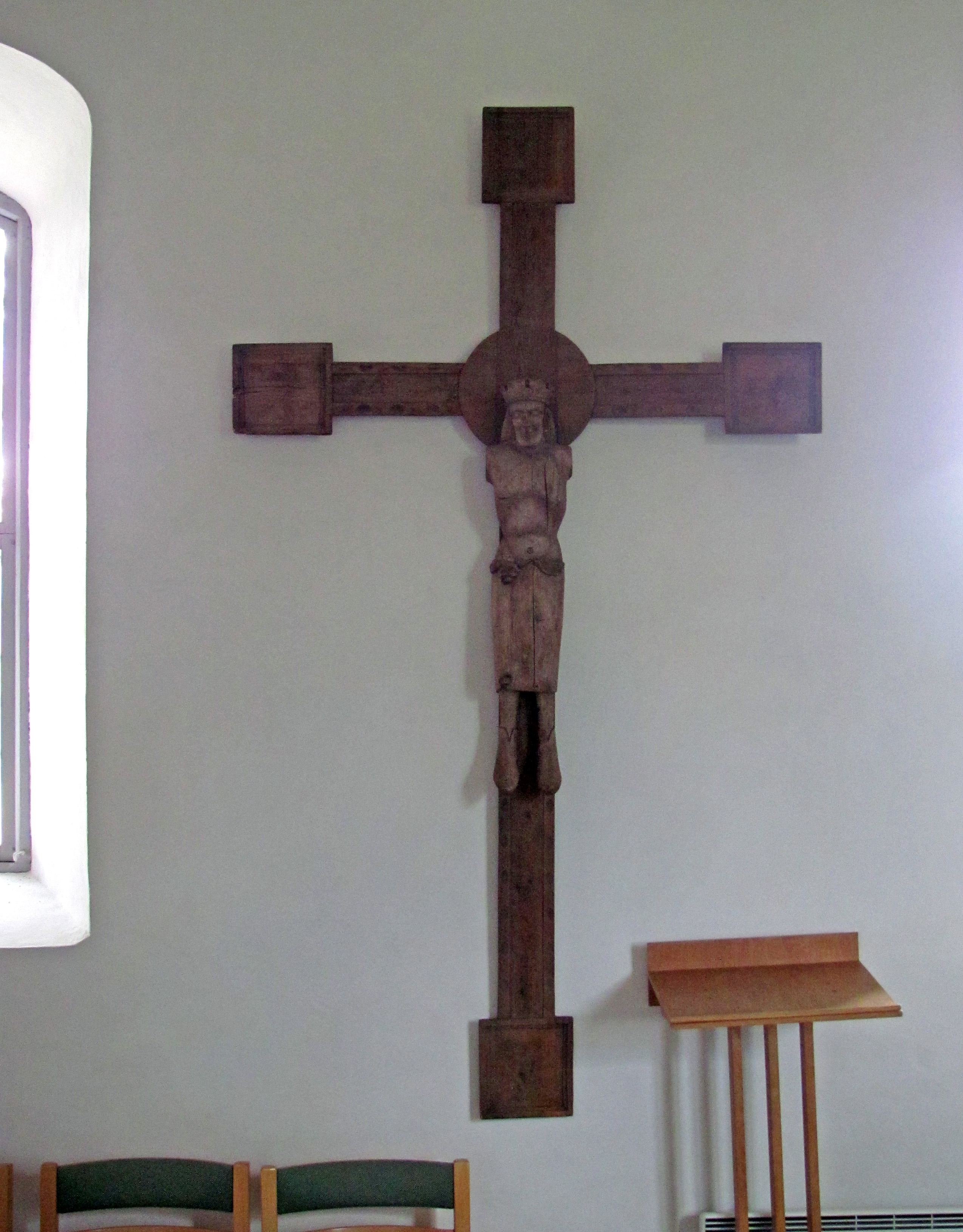
Krucifixet

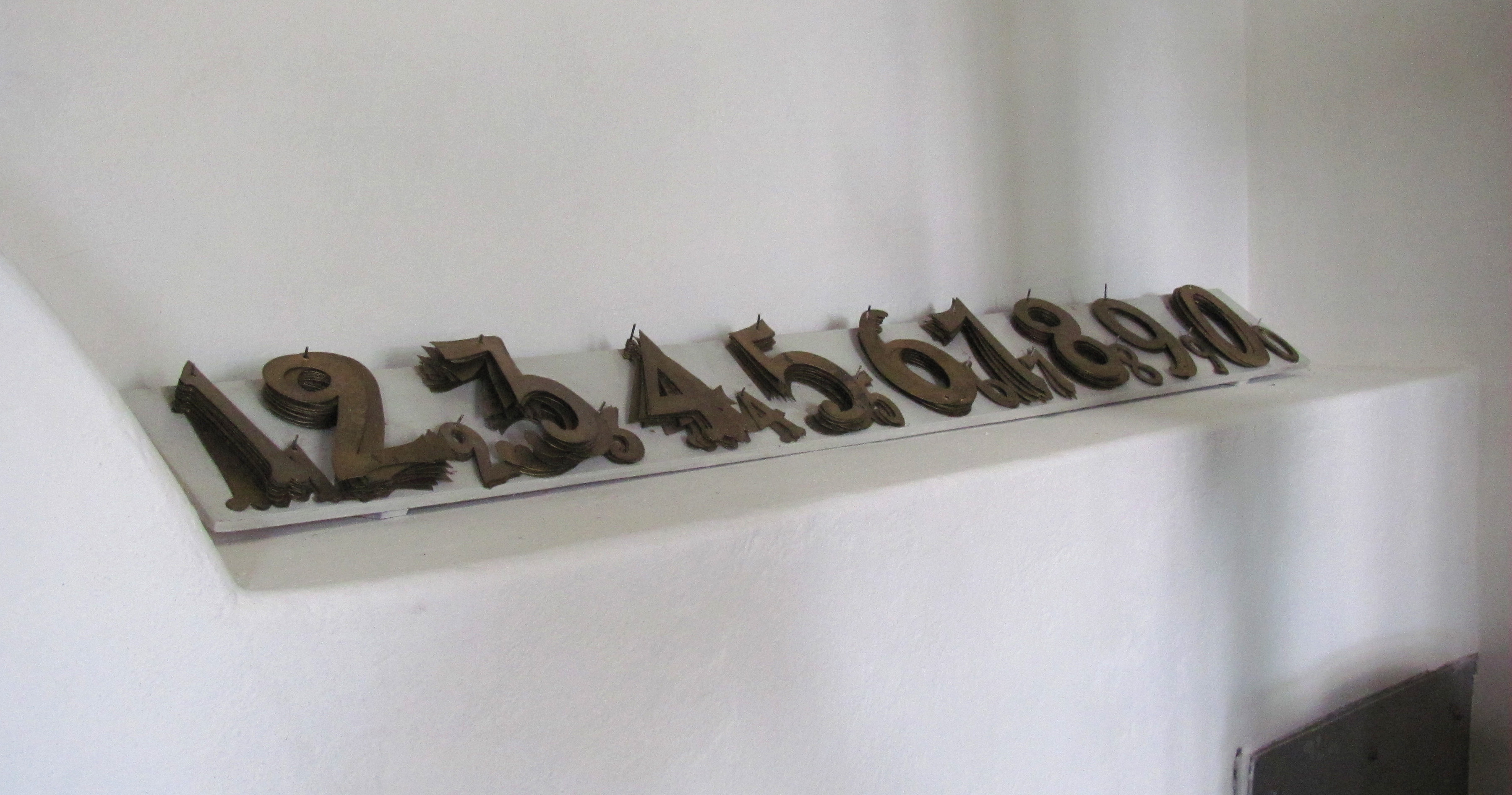
Siffror
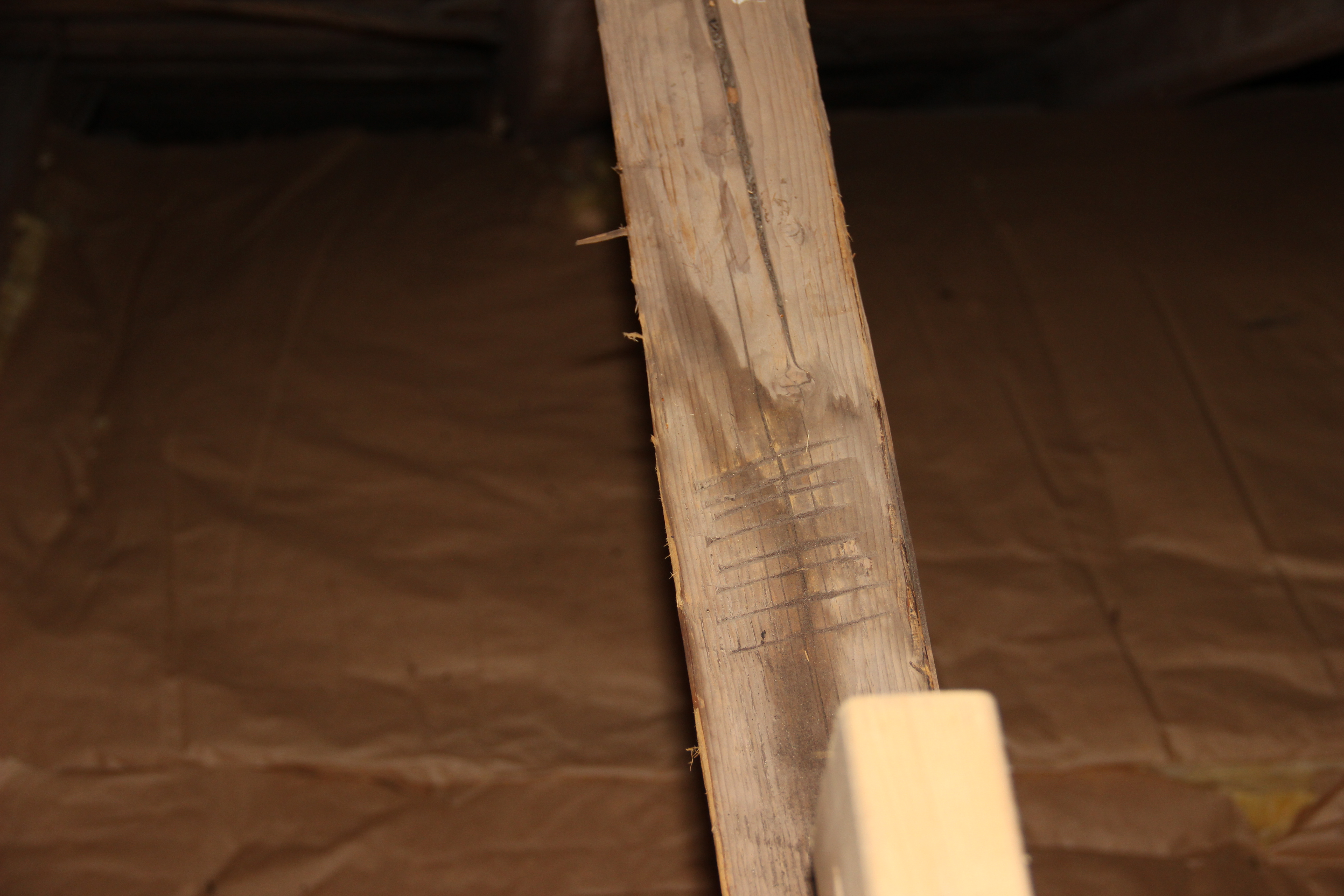
Timmermansmärkning i taklaget

### Fotnoter
1. ↑  ”Bebyggelseregistret (BeBR) - Riksantikvarieämbetet”. www.bebyggelseregistret.raa.se. http://www.bebyggelseregistret.raa.se/bbr2/byggnad/visaHistorik.raa?byggnadId=21400000190246&page=historik&visaHistorik=true. Läst 11 oktober 2017.
2. ↑  Tore Johansson, red (1990). Inventarium över svenska orglar: 1990:I, Västerås stift; Karlstads stift. Tostared: Förlag Svenska orglar. Libris 4108784